# Hans Cohausz
Hans Cohausz (* 30. November 1907 in Essen-Katernberg; † 6. November 1994) war ein deutscher Marineoffizier in der Reichsmarine, Kriegsmarine und Bundesmarine, zuletzt als Kapitän zur See. Im Zweiten Weltkrieg war er U-Boot-Kommandant und später Träger des Bundesverdienstkreuzes 1. Klasse.

## Leben
Hans Cohausz trat 1926 in die Reichsmarine ein. Am 1. Oktober 1930 zum Leutnant zur See befördert, war er 1931 auf der Hessen.
Von September 1935 bis April 1936 (am 1. April 1936 Beförderung zum Kapitänleutnant) war er zur U-Bootsausbildung kommandiert und besuchte U-Lehrgänge. Ab 1. Mai 1936 war er bis 21. September 1936 zur Verfügung des Führers der U-Boote gesetzt. Zeitgleich war er vom 16. Mai 1936 bis 2. August 1936 Kommandant von U 15 bei der U-Flottille Weddigen. Mit der Indienststellung; hatte er auch vom 22. September 1936 bis 7. Oktober 1936 die Baubelehrung auf der Deschimag Werft in Bremen besucht; Anfang Oktober 1936 wurde er Kommandant von U 30 bei der U-Flottille Saltzwedel und blieb dies bis Ende Oktober 1938. Vom 1. November 1938 bis 3. Januar 1939 war er zur Verfügung des Chefs der U-Flottille Hundius gesetzt. Er war bis September 1939 Dritter Admiralstabsoffizier beim Führer der U-Boote.
Anschließend übernahm er als Korvettenkapitän bis November 1940 das Kommando über U A bei der 7. U-Flottille. Mit U A führte er die erste Südatlantikunternehmung eines deutschen U-Bootes durch. Am 16. Juni 1940 konnte er auf der ersten Feindfahrt u. a. den britischen Hilfskreuzer Andania (13.950 BRT) versenken. Vom 17. Juli 1940 bis zum 28. Juli 1940 wurde es als erstes deutsches Unterseeboot auf hoher See durch den deutschen Hilfskreuzer Pinguin neu ausgerüstet und näher an das Einsatzgebiet vor Freetown geschleppt. Allein auf der ersten Feindfahrt konnte U A sieben Schiffe mit über 40.000 BRT versenken.
Von November 1940 bis Mitte Februar 1942 war er Chef der 1. U-Flottille (bis Juni 1941 in Kiel, dann in Brest) und übernahm anschließend, zeitgleich zur Verfügung der 1. U-Flottille gestellt, erneut das Kommando über U A, nun bei der 2. U-Flottille. Im Mai 1942 gab er das Kommando ab und wurde bis Dezember 1944 Chef der neu aufgestellten 11. U-Flottille (Bergen). Das Einsatzgebiet der Flottille war hauptsächlich die Nordsee und das Nordmeer. Die Boote der Flottille griffen vor allem die Nordmeergeleitzüge an. Am 1. August 1944 war er zum Fregattenkapitän befördert worden. Er übernahm von Januar 1945 bis Kriegsende die Leitung der Torpedoschule I Mürwik. Zu Kriegsende kam er in Kriegsgefangenschaft, aus welcher er am 25. August 1945 entlassen wurde.
Nach dem Krieg wurde er in die Bundesmarine übernommen. Von März 1960 bis September 1961 war er Kommandeur des Marinestützpunktkommandos Cuxhaven und wurde in dieser Position zum Kapitän zur See befördert. 1966 wurde er Generalsekretär der CIOR.
Am 21. Juni 1966 wurde er mit dem Bundesverdienstkreuz 1. Klasse ausgezeichnet.
Cohausz starb 1994 wenige Wochen vor seinem 87. Geburtstag. Seine Grabstätte befindet sich auf dem Kieler Parkfriedhof Eichhof.

## Werke (Auswahl)
- CIOR-Präsident besucht Oslo. In: Wehrkunde, Band 17, 1968, S. 29.
- Zwei Jahre deutsche CIOR-Präsidentschaft. In: Wehrkunde, Band 17, 1968, S. 57.